# Anton Burger
Pour les articles homonymes, voir Anton Burger (artiste) et Burger.
Anton Burger, né le 19 novembre 1911 à Neunkirchen (Autriche) et mort le 25 décembre 1991 à Essen (Allemagne), est un militaire nazi autrichien.

## Biographie
Il est né à Neunkirchen, en Autriche, il est le fils d'un marchand de papeterie. Il rejoint l'armée autrichienne en 1930 et le parti nazi autrichien en 1932. En juin 1933, le parti nazi a été officiellement interdit en Autriche par le gouvernement de Engelbert Dollfuss. Il déménage alors illégalement à Augsbourg, en Allemagne et devient membre de la Légion autrichienne, un groupe paramilitaire composé d'expatriés pro-nazis autrichiens. En 1935, il reçoit la citoyenneté allemande.
Avec la Légion autrichienne, il participe à l'Anschluss le 12 mars 1938. Il est intronisé à la SS et est affecté à l'Office central pour l'émigration juive à Vienne, il devient un membre du commandement d'action spécial Bureau de sécurité du Reich.
En 1939, il est transféré à l'Agence centrale pour l'émigration juive à Prague, il participe à l'expropriation d'environ 1 400 foyers juifs. En avril 1941, il est promu au Obersturmführer. En 1941, il est promu à la tête de la succursale de la RSHA à Brno.
En 1942, Burger est envoyé à Bruxelles par Adolf Eichmann coordonner les efforts pour expulser les Juifs belges, néerlandais et français. Il sert ensuite au camp d'Auschwitz en 1943 avant de devenir le commandant du camp de concentration de Theresienstadt du 3 juillet 1943 au 7 février 1944. Il est connu pour sa cruauté comme commandant du camp. Le 11 novembre 1943, il ordonne à l'ensemble de la population du camp, environ 40 000 personnes, de se tenir debout devant les baraquements par temps de gel lors d'un recensement de camp. Environ 300 prisonniers meurent d'hypothermie.
En février 1944, il est envoyé en Grèce par Adolf Eichmann pour remplacer Dieter Wisliceny. En tant que chef du Sicherheitsdienst à Athènes sous le colonel Walter Blume, il organise les déportations de Romaniotes et de séfarades de Rhodes, Kos et Corfou, un total de plus de 3 000 personnes. Il est promu SS-Hauptsturmführer (capitaine) en juin 1944.
Après la guerre, il est arrêté à Altaussee, en Autriche et détenu dans un camp d'internement près de Salzbourg. Il est condamné par contumace par la Cour populaire de Tchécoslovaquie et condamné à mort. En juin 1947, il s'échappe du centre de détention. Il vit sous un faux nom dans sa ville natale à Neunkirchen, il est arrêté en mars 1951, il est maintenu en détention à Vienne. Le 9 avril 1951, il réussit à échapper et disparait sans laisser de trace.
Après sa seconde évasion, il vit proche de la frontière entre l'Allemagne et l'Autriche. De 1960 à 1961, il travaille comme gardien. En 1961, il déménage avec sa femme Elfriede dans la ville d'Essen et travaille comme vendeur sous le nom de Wilhelm Bauer.
Il meurt le jour de Noël 1991. Son identité a été découverte en mars 1994, plus de deux ans après sa mort. Cela a été confirmé au Centre Simon Wiesenthal de Vienne par le Bavarian Landeskriminalamt.